# J. Samuel Walker
J. Samuel Walker é um historiador e autor norte-americano baseado em Maryland, mais notável por suas pesquisas e escritos sobre a era nuclear, tanto armamento quanto energia atômica. Vários de seus livros ganharam ampla aclamação da crítica e avançados pontos de vista de romance. Apesar da afiliação com o governo e a indústria nuclear, ele é citado pelo movimento pela paz e partidos que são altamente críticos da energia nuclear.

## Publicações selecionadas
- Prompt and Utter Destruction: Truman and the Use of Atomic Bombs Against Japan. Chapel Hill and London: University of North Carolina Press, 1997. ix + 142 pp. ISBN 978-0-8078-2361-3
- The Road to Yucca Mountain: The Development of Radioactive Waste Policy in the United States, University of California Press, 2009, Hardcover, 240 pages, ISBN 978-0-520-26045-0